# Зубне
Зубне (словац. Zubné) — село в Словаччині, Гуменському окрузі Пряшівського краю. Розташоване в північно-східній частині Словаччини.

## Історія
Давнє лемківське село. Уперше згадується у 1557 році.

## Пам'ятки
У селі є греко-католицька церква зіслання Святого Духа з 1774 року в стилі класицизму.

## Населення
| Рік:            | 1993 | 2003    | 2013    | 2023    |
| --------------- | ---- | ------- | ------- | ------- |
| Кількість осіб: | 395  | 378     | 362     | 347     |
| Різниця:        |      | -4,30 % | -4,23 % | -4,14 % |

| Рік:            | 2022 | 2023    |
| --------------- | ---- | ------- |
| Кількість осіб: | 343  | 347     |
| Різниця:        |      | +1,16 % |

В селі проживає 381 особа.
Національний склад населення (за даними останнього перепису населення — 2001 року):
- словаки — 93,83 %
- русини — 3,08 %
- українці — 1,80 %

Склад населення за приналежністю до релігії станом на 2001 рік:
- греко-католики: 85,60 %,
- римо-католики: 13,11 %,
- не вважають себе віруючими або не належать до жодної вищезгаданої церкви: 1,29 %